# Xian de Ning
Le xian de Ning (宁县 ; pinyin : Níng Xiàn) est un district administratif de la province du Gansu en Chine. Il est placé sous la juridiction de la ville-préfecture de Qingyang.

## Démographie
La population du district était de 505 660 habitants en 1999.